# Comuna Tîmanivka, Șostka
Tîmanivka (în ucraineană Тиманівка) este o comună în raionul Șostka, regiunea Sumî, Ucraina, formată din satele Benzîkî și Tîmanivka (reședința).

## Demografie
Componența lingvistică a comunei Tîmanivka
     Ucraineană (100%)
Conform recensământului din 2001, toată populația comunei Tîmanivka era vorbitoare de ucraineană (100%).